# Operation Paperclip
Operation Paperclip var et tophemmeligt amerikansk efterretningsprogram, hvor mere end 1.600 nazistiske tyske videnskabsmænd, ingeniører og teknikere efter 2. verdenskrig (i perioden mellem 1945 og 1959) blev hentet til USA fra det tidligere Nazi-Tyskland, for at arbejde for den amerikanske regering. Operationen blev udført af Joint Intelligence Objectives Agency (JIOA) og blev i vid udstrækning udført af særlige agenter fra den amerikanske hærs enhed for kontraspionage – det såkaldte Counterintelligence Corps (CIC). Mange af de tyske videnskabsmand, der blev ført til USA, var tidligere medlemmer og ledere af det nazistiske parti.
Det primære formål med Operation Paperclip var at sikre, at det amerikansk militær var det sovjetiske militær teknologisk overlegen under Den Kolde Krig, herunder skabe fordele i forhold til rumkapløbet. I en tilsvarende operation – kendt under navnet Operation Osoaviakhim – lykkes det Sovjetunionen i løbet af en nat den 22. oktober 1946 at hente mere end 2.200 tyske specialister til Sovjetunionen – i alt mere end 6.000 mennesker inklusive familiemedlemmer.
I februar 1945 dannede Supreme Headquarters Allied Expeditionary Force (SHAEF) en særlig enhed, som havde til opgave at undersøge forskellige tyske mål/personer. Enheden havde vokset til over 2.000 mand i juni 1945. Enheden undersøgte 5.000 tyske personer med høj prioritet, som var beskæftiget inden for syntetisk gummi og oliekatalysatorer, nye designs inden for pansret udstyr, V-2 (raket) våben, jet- og raketdrevne fly, flådeudstyr, feltradioer, hemmelige skrivekemikalier, aeromedicin forskning, svævefly samt andre "videnskabelige og industrielle personligheder".
I det man fandt et stort antal tyske videnskabsmænd i slutningen af april 1945, begyndte den særlige enhed at opsætte et interneringscenter, DUSTBIN, først i Paris og senere i Kransberg Slot uden for Frankfurt. De amerikanske Joint Chiefs of Staff (JCS) etablerede det første hemmelige rekrutteringsprogram, kaldet Operation Overcast, den 20. juli 1945. Oprindeligt havde dette program til hensigt at "hjælpe med at forkorte den japanske krig og for at hjælpe efterkrigstidens militære forskning". Udtrykket Overcast (på dansk: "overskyet") var det navn, som de tyske videnskabsmænds familiemedlemmer havde givet til den boliglejr, hvor de var blev holdt i Bayern. I sensommeren 1945 oprettede JCS JIOA, et underudvalg af Joint Intelligence Community, til direkte at føre tilsyn med Operation Overcast og senere Operation Paperclip. JIOA-repræsentanterne omfattede hærens efterretningsdirektør, chefen for flådeefterretninger, assisterende chef for Air Staff-2 (luftvåbens efterretningstjeneste) og en repræsentant fra udenrigsministeriet. I november 1945 blev Operation Overcast omdøbt til Operation Paperclip af Ordnance Corps officerer, som ville hæfte et papirclips til mapperne på de raketeksperter, som de ønskede at føre til USA.
I et hemmeligt direktiv, som blev cirkuleret den 3. september 1946, godkendte præsident Truman officielt Operation Paperclip og udvidede den til at omfatte 1.000 tyske videnskabsmænd under "midlertidig, begrænset militær varetægt".

## Osenberg-listen
Mod slutningen af 2. verdenskrig befandt Tyskland sig i et logistisk mareridt. Det var således ikke lykkedes dem at erobre Sovjetunionen i forbindelse med Operation Barbarossa (juni-december 1941), ligesom den efterfølgende offensiv rettet mod Kaukasus (juni 1942-februar 1943) ligeledes var mislykkes. Disse fejlslagne forsøg på at erobre Sovjetunionen havde opbrugt de tyske ressourcer, og dets militærindustrielle kompleks var uforberedt på at forsvare Det Tyske Rige mod Den Røde Hærs modoffensiv. I begyndelsen af 1943 begyndte den tyske regering at tilbagekalde en række videnskabsmænd, ingeniører og teknikere fra frontlinjen; de vendte tilbage for at arbejde med forskning og udvikling for at styrke det tyske forsvar til en langvarig krig med Sovjetunionen. Denne tilbagekaldelse omfattede ca. 4.000 raketforskere, som blev kaldt tilbage til Peenemünde i det nordøstlige Tyskland.
 Overnight, Ph.D.s were liberated from KP duty, masters of science were recalled from orderly service, mathematicians were hauled out of bakeries, and precision mechanics ceased to be truck drivers.

 — Dieter K. Huzel, Peenemünde to Canaveral
Den nazistiske regerings tilbagekaldelse af disse videnskabsmænd krævede først, at man identificerede og lokaliserede dem, hvorefter man godkendte deres politiske og ideologiske overbevisning og pålidelighed. Werner Osenberg – en ingeniør, som stod i spidsen for Wehrforschungsgemeinschaft (Forsvarsforskningsforeningen) – registrerede navnene på de politisk godkendte videnskabsmænd til den såkaldte Osenberg-listen, hvorefter disse blev genanbragt i videnskabeligt arbejde.
I marts 1945 på Bonn Universitet fandt en polsk laborant et stykke af Osenberg-listen, som havde været forsøgt udskyllet i et toilet; listen nåede efterfølgende MI6, som videresendte den til den amerikanske efterretningstjeneste. Derefter brugte den amerikanske hær – anført af major Robert B. Staver – Osenberg-listen til at udarbejde sin liste over tyske videnskabsmænd, der skulle fanges og forhøres; Wernher von Braun, Tysklands førende raketforsker, stod i toppen af major Stavers liste.

## Identifikation
I Operation Overcast var Major Stavers oprindelige hensigt kun at interviewe videnskabsmændene, men hvad han lærte ændrede hurtigt operationens formål. Den 22. maj 1945 sendte han således et telegram til det amerikanske forsvars hovedkontor, Pentagon, der opfordrede til evakuering af tyske videnskabsmænd og deres familier, som det "vigtigste for Stillehavskrigen". De fleste ingeniører på Osenbergs liste arbejdede ved den tyske hærs forskningscenter i Peenemünde ved Østersøkysten i det nordøstlige Tyskland og udviklede V-2-raketten. Efter at have tilfangetaget disse, genhusede De Allierede disse og deres familier i Landshut, Bayern, i det sydlige Tyskland.
Fra den 19. juli 1945 tilbageholdte U.S. JCS de tilfangetaget videnskab under navnet Operation Overcast. Men eftersom navnet "Camp Overcast", hvor videnskabsmændene var indkvarteret, blev lokalt kendt, blev programmet omdøbt til Operation Paperclip i november 1945. På trods af forsøg på at hemmeligholde programmet interviewede pressen senere samme år flere af videnskabsmændene.

## Tilfangetagelse og tilbageholdelse
Combined Intelligence Objectives Subcommittee (CIOS) var blevet dannet d. 21. august 1944 umiddelbart efter Operation Overlord. CIOS, der bestod af efterretningsfolk fra både den amerikanske og britiske efterretningstjeneste, havde udformet en liste (den såkaldte "Black List") med forskelige efterretningsmål med høj militærværdi. Listen omfattede blandt andet raketbrændstof, kemiske våben, jetmotorer og infrarød teknologi. Der blev hurtigt herefter tilskyndet til også at tilføje andre mål til listen, som ikke havde en direkte militærværdi men snarere en industriel- eller kommercielværdi (dette afstedkom den såkaldte "Grey List").
CIOS's lister blev videregivet til T-Forces, der var den operationelle arm af det fælles efterretningssamarbejde mellem USA og Storbritannien. Disse styrker blev indsat i Tyskland, hvor de målrettede gik efter de militære, industrielle og kommercielle mål, herunder de ansatte videnskabsfolk som havde den påkrævet knowhow. Første prioritet var den avanceret teknologi, der kunne bruges i krigen mod Japan; at finde ud af, hvilken teknologi der var blevet videregivet til Japan; og endelig at standse forskningen.
Et projekt, som havde til formål at standse forskningen, fik kodenavnet "Project Safehaven". Dette projekt var oprindeligt ikke rettet mod Sovjetunionen, men var snarere igangsat ud fra en bekymring om, at tyske videnskabsmænd kunne emigrere og fortsætte deres forskning i lande som Spanien, Argentina eller Egypten, som alle havde sympatiseret med Nazityskland. For at undgå komplikationerne forbundet med emigrationen af tyske videnskabsmænd, var CIOS ansvarlig for at kidnappe de højprofilerede videnskabsfolk og derved modvirke teknologiske fremskridt i nationer uden for USA.
En stor del af USA's indsats var fokuseret på de tyske delstater Sachsen og Thüringen, som den 1. juli 1945 ville blive en del af den sovjetiske besættelseszone. Mange tyske forskningsfaciliteter og personale var blevet evakueret til disse delstater, især fra Berlin-området. I frygt for, at den sovjetiske magtovertagelse dels ville begrænse USA's mulighed for at udnytte denne tyske ekspertise, og dels ville medføre at Sovjetunionen selv ville drage fordel af denne ekspertise, iværksatte USA en "evakueringsoperation" af videnskabsfolk fra Sachsen og Thüringen og udstedte ordrer som f.eks. :
| Citat | On orders of Military Government you are to report with your family and baggage as much as you can carry tomorrow noon at 1300 hours (Friday, 22 June 1945) at the town square in Bitterfeld. There is no need to bring winter clothing. Easily carried possessions, such as family documents, jewelry, and the like should be taken along. You will be transported by motor vehicle to the nearest railway station. From there you will travel on to the West. Please tell the bearer of this letter how large your family is. | Citat |
|       | |       |

I 1947 havde denne evakueringsoperation anslået indsamlet 1.800 teknikere og videnskabsfolk sammen med 3.700 af deres familiemedlemmer. Personer med særlige færdigheder eller viden blev ført til internerings- og forhørscentre, såsom i Adlerhorst i Tyskland eller en lokation med kodenavnet DUSTBIN (beliggende først i Paris og derefter flyttet til Kransberg Slot uden for Frankfurt), hvor videnskabsfolkene blev tilbageholdt og afhørt. 
Nogle forskere var samlet som en del af Operation Overcast, men de fleste blev transporteret til landsbyer ud på landet, hvor der hverken var forskningsfaciliteter eller arbejde; de fik stipendier og var tvunget til at rapportere to gange om ugen til politihovedkvarteret for at forhindre dem i at forlade området. Et direktiv fra Joint Chiefs of Staff fastslog, at teknikere og videnskabsmænd skulle løslades "først efter, at alle interesserede agenturer var overbeviste om, at alle ønskede efterretningsoplysninger var blevet indhentet fra dem". 
Den 5. november 1947 afholdt Office of Military Government, United States (OMGUS), som havde jurisdiktion over den vestlige del af det besatte Tyskland, en konference for at overveje de evakuredes status, herunder de pengekrav, som disse havde stillet mod USA, og "USAs mulige overtrædelse af krigslove eller Rules of Land Warfare". OMGUS-direktøren for efterretningstjenesten General R.L. Walsh igangsatte et program for at genhuse de evakuerede i den tredje verden, hvilket tyskerne omtalte som Walshs "Urwald-Programm" (jungle-program). Dette program blev dog aldrig virkeliggjort. I 1948 modtog de evakuerede 69,5 millioner Reichsmarks fra USA i et forlig, som efterfølgende hurtigt blev alvorligt devalueret under valutareformen, der introducerede Deutsche Mark som den officielle valuta i det vestlige Tyskland.
John Gimbel konkluderer, at USA havde nogle af Tysklands bedste hjerner i tre år, og derfor fratog den tyske gendannelse deres ekspertise.

## Ankomster
Den amerikanske flåde "fik" i maj 1945 "varetægt over" Herbert A. Wagner, opfinderen af Hs 293-missilet. I to år arbejdede han først på Special Devices Center, på Castle Gould og i Hempstead House på Long Island, New York. i 1947 flyttede han til Naval Air Station Point Mugu, i Oxnard, California.
I august 1945 tilbød oberst Holger Toftoy – leder af raketgrenen af forsknings- og udviklingsdivisionen i den amerikanske hærs Ordnance Corps – de første etårige kontrakter til raketforskerne, hvoraf 127 af dem accepterede. I september 1945 ankom den første gruppe på syv raketforskere til Fort Strong, beliggende på Long Island i Bostons havn: Wernher von Braun, Erich W. Neubert, Theodor A. Poppel, William August Schulze, Eberhard Rees, Wilhelm Jungert og Walter Schwidetzky.
Begyndende i slutningen af 1945 ankom tre raketforskergrupper til USA til tjeneste ved Fort Bliss, Texas, og på White Sands Proving Grounds, New Mexico, som "War Department Special Employees".:27 
I 1946 ansatte United States Bureau of Mines syv tyske forskere inden for syntetisk brændstof på et Fischer-Tropsch kemisk anlæg i Louisiana, Missouri.
Den 1. juni 1949 blev Redstone Arsenal i Huntsville, Alabama udpeget som Ordnance Rocket Center; den amerikanske hærs faciliteter til raketforskning og -udvikling. Den 1. april 1950 blev Fort Bliss missiludviklingsoperation – inklusive von Braun og hans team på over 130 Paperclip-medlemmer – overført til Redstone Arsenal.
I begyndelsen af 1950 fik flere Paperclip-medlemmer udstedt opholdstilladelse i USA gennem det amerikanske konsulat i Ciudad Juárez, Chihuahua, Mexico. Således kom tyske videnskabsmænd lovligt ind i USA fra Latinamerika.:226 
Mellem 1945 og 1952 sponsorerede det amerikanske luftvåben det største antal Paperclip-forskere. 260 mænd fik i alt opholdstilladelse i USA, hvoraf 36 af disse vendte tilbage til Tyskland og en (Walter Schreiber) emigrede tilbage til Argentina.
86 aeronautiske ingeniører blev overført til Wright Field, Ohio, hvor USA havde Luftwaffe-fly og udstyr, som de havde beslaglagt i forbindelse med Operation Lusty (Luftwaffe Secret Technology).
United States Army Signal Corps beskæftigede 24 specialister og videnskabsmænd, herunder fysikerne Georg Goubau, Gunter Guttwein, Georg Hass, Horst Kedesdy, Kurt Lehovec, Rudolf Brill, Ernst Baars og Eberhard Both, Helmut Weickmann, Gerhard Schwesinger, Eduard Gerber, Richard Guenther og Hans Ziegler.
I 1959 tog 94 Operation Paperclip-mænd til USA, herunder Friedwardt Winterberg og Friedrich Wigand.
Gennem sine operationer frem til 1990 importerede Operation Paperclip 1.600 mand som en del af de "intellektuelle erstatninger" til USA og Storbritannien. Disse er blevet værdisat til 10 milliarder dollars, som følge af de patenter og industrielle processer forskerne bidrog til.

## Hæderspriser (i USA)
NASA Distinguished Service Medal er den højeste pris, der kan tildeles af National Aeronautics and Space Administration (NASA). Efter mere end to årtiers tjeneste og ledelse i NASA blev fire Operation Paperclip-medlemmer tildelt denne pris i 1969: Kurt Debus, Eberhard Rees, Arthur Rudolph og Wernher von Braun . Ernst Geissler blev tildelt samme pris i 1973.
Department of Defense Distinguished Civilian Service Award er den højeste civile pris givet af det amerikanske forsvarsministerium. Efter to årtiers tjeneste blev Operation Paperclip-medlem Siegfried Knemeyer tildelt denne pris i 1966.
Goddard Astronautics Award er den højeste hæder, der tildeles for bemærkelsesværdige præstationer inden for astronautik af American Institute of Aeronautics and Astronautics (AIAA). For deres tjeneste blev tre Operation Paperclip-medlemmer tildelt denne pris: Wernher von Braun (1961), Hans von Ohain (1966) og Krafft Arnold Ehricke (1984).
US Space & Rocket Center i Huntsville, Alabama, ejer og driver US Space Camp. Flere medlemmer af Operation Paperclip er medlemmer af Space Camp Hall of Fame (som begyndte i 2007): Wernher von Braun (2007), Georg von Tiesenhausen (2007) og Oscar Holderer (2008).
New Mexico Museum of Space History omfatter International Space Hall of Fame. To medlemmer af Operation Paperclip er medlemmer af International Space Hall of Fame: Wernher von Braun (1976) og Ernst Steinhoff (1979). Hubertus Strughold blev optaget i 1978, men fjernet som medlem i 2006. Andre nært beslægtede medlemmer omfatter Willy Ley (1976), en tysk-amerikansk videnskabsforfatter, og Hermann Oberth (1976),  en tysk videnskabsmand, der rådgav von Brauns rakethold i USA fra 1955 til 1958.
To månekratere er opkaldt efter Paperclip-forskere: Debus efter Kurt Debus, den første direktør for NASAs Kennedy Space Center, og von Braun.
I 50 år, fra 1963 til 2013, var Strughold Prisen – opkaldt efter Hubertus Strughold, som var "faderen til rummedicin" og havde en centrale rolle i udviklingen af innovationer som rumdragten og rumlivsstøttesystemerne – den mest prestigefyldte pris fra Space Medicine Association, en medlemsorganisation af Aerospace Medical Association. Den 1. oktober 2013 annoncerede Space Medicine Associations eksekutivkomité, at Strughold Prisen ville blive pensioneret. Dette skete i kølvandet på en artikel offentliggjort i The Wall Street Journal den 1. december 2012, som fremhævede, at Strughold havde haft forbindelser til menneskelige eksperimenter under 2. verdenskrig.

## Videnskabelige resultater
Wernher von Braun var chefarkitekt for Saturn V's bæreraket, som muliggjorde menneskelige missioner til månen.
Adolf Busemann var ansvarlig for pilvingen (engelsk: swept wing), som forbedrede flyets ydeevne ved høje hastigheder.

## Kontrovers og undersøgelser
Præsident Truman tøvede og var i 16 måneder ubeslutsom, hvad angik godkendelsen af Operation Paperclip. Selvom Truman i sidste ende blåstemplede Operation Paperclip, forbød han efterretningstjenesten i at rekruttere nogen nazistiske medlemmer eller aktive nazi-tilhængere. År senere, i 1963, gav Truman udtryk for, at han ikke havde været tilbageholdende med at godkende Operation Paperclip – grundet forholdet til Sovjetunionen "måtte dette gøres og blev det gjort".
Operation Paperclip skal således ses i lyset af Den Kolde Krig, hvor man derved retfærdiggjorde at hente tyske videnskabsfolk (og deres familier) til USA, idet disse – gennem deres videnskabelige ekspertise – kunne medvirke til mindske den nylige opstået trussel fra Sovjetunionen. Til trods for præsident Trumans instruks om ikke at rekruttere nazi-medlemmer eller nazi-tilhængere, var flere af de tyske videnskabsmænd, som blev hentet til USA, anklaget for at være nazi-sympatisører, støtter af det nazistiske regime og/eller deltaget i Nazitysklands krigsforbrydelser under krigen. Joint Intelligence Objectives Agency (JIOA) og Office of Strategic Services (OSS) omgik dog denne instruks ved at fjerne eller hvidvaske inkriminerende beviser mod de tyske videnskabsmænd, da de mente, at deres efterretninger var altafgørende for USA efterkrigsindsatser.
Således er flere af Paperclip-forskerne senere blevet undersøgt på grund af deres forbindelser med det nazistiske parti under krigen. Kun én Paperclip-forsker, Georg Rickhey, blev formelt retsforfulgt for sine forbrydelse. Ingen Paperclip-forsker blev fundet skyldig i nogen forbrydelse, hverken i USA eller Tyskland. Rickhey blev returneret til Tyskland i 1947, hvor han blevet stillet for Dora-processen, som frikendte ham. Anklagerne mod Paperclip tæller blandt andet:
- Arthur Rudolph havde været driftsdirektør for Mittelwerk-fabrikken, hvor V2-raketterne var blevet produceret. Tusindvis af fanger fra Mittelbau-Dora koncentrationslejren arbejde på denne fabrik, der senere er blevet beskrevet som en "dødsfabrik". Eksempelvis havde man på denne fabrik jævnligt hængt nogle af fangearbejderne i fabrikkens kran, mens de resterene fanger havde overværet hængningen, hvis fangerne ikke havde nået deres produktionskrav. I forbindelse med Nürnberg-retssagerne var det blevet beskrevet, at fangerne her arbejdede minimum 72 timer om ugen og fik et fødeindtag svarende til 1.100 kalorier om dagen, hvilket havde afstedkommet, at der i gennemsnit her døde omkring 160 fanger om dagen.[48][49][50] I 1984 efterforskede den amerikanske regering Arthur Rudolph for krigsforbrydelser, hvorefter han indvilligede i at give afkald på sit amerikansk statsborgerskab og forlade USA mod til gengæld ikke at blive retsforfulgt.[51]
- Georg Rickhey havde været generaldirektør for Mittelwerk-fabrikken – Arthur Rudolphs overordnet. Rickhey var oprindeligt blevet hentet til USA, men var allerede i 1947 blev sendt retur til Vesttyskland for at blive stillet for Dora-processen, hvor han dog blev frikendt.[47] Årsagen til at Rickhey blev sendt tilbage, mens Rudolph fik lov at blive i USA i 35 år er delvist ukendt. Dog synes amerikanske dokumenter at antyde, at Rudolph og hans ekspertise indenfor raketvidenskab var uundværlig for det amerikanske militær, mens Rickhey kunne undværes.[50]
- Walter Schreiber blev af Boston Globe i 1951 kædet sammen med Kurt Blome i Ravensbrück og hans menneskelige eksperimenter. Han skulle angiveligt blandt andet have eksperimenteret med at udsætte fanger i Auschwitz for ekstrem kulde for derefter at have undersøgt konsekvenserne heraf.[52] Efter disse sager kom frem i medierne, emigrerede Schreiber til Argentina med hjælp fra det amerikanske militær.[53]

Der har også været spekuleret i andre Paperclip-forskeres bånd til nazi-regimet. Eksempelvis har Wernher von Braun også besøgt og haft forbindelser til Mittelwerk-fabrikken, ligesom han også både var medlem af det nazistiske parti og SS. Hans præcise involvering og kendskab til diverse krigsforbrydelser er dog uklar.

## Nøgle rekrutter
Rådgivere bragt til USA
Hermann Oberth
Arkitekter
Heinz Hilten (en) og Hannes Luehrsen.
Materialevidenskab (høj temperatur)
Klaus Scheufelen  og Rudolf Schlidt.
Medicin – herunder biologiske våben, kemiske våben og rummedicin
Theodor Benzinger (de), Rudolf Brill (de), Konrad Johannes Karl Büttner (en), Richard Lindenberg (en), Ulrich Cameron Luft (de), Walter Schreiber (en), Hubertus Strughold (en), Hans Georg Clamann og Erich Traub (en).
Fysik
Gunter Guttein, Gerhard Schwesinger, Gottfried Wehner, Helmut Weickmann, og Friedwardt Winterberg (en).
Kemi og kemiingeniør
Helmut Pichler, Leonard Alberts, Ernst Donath, Josef Guymer, Hans Schappert, Max Josenhaus, Kurt Bretschneider, Erich Frese
Elektronik - inklusive styresystemer, radar and satellitter
Wilhelm Angele (de)
Ernst Baars (de)
Josef Boehm
Hans Fichtner (en)
Hans Friedrich
Eduard Gerber
Georg Goubau (de)
Walter Haeussermann (en)
Otto Heinrich Hirschler (de)
Otto Hoberg
Rudolf Hoelker
Hans Hollmann (en)
Helmut Hölzer (en)
Horst Kedesdy
Kurt Lehovec (en)
Kurt Lindner
JW Muehlner
Fritz Mueller (en)
Johannes Plendl (en)
Fritz Karl Preikschat (en)
Eberhard Rees (en)
Gerhard Reisig (en)
Harry Ruppe
Heinz Schlicke (en)
Werner Sieber
Othmar Stuetzer
Albin Wittmann
Hugo Woerdemann
Albert Zeiler
Hans K. Ziegler (en)
Luftfart og raketteknik 
Hans Amtmann (en)
Herbert Axster (en)
Erich Ball
Oscar Bauschinger
Hermann Beduerftig
Rudi Beichel
Anton Beier
Herbert Bergeler
Magnus von Braun (en)
Wernher von Braun
Ernst Czerlinsky (en)
Theodor Buchhold (de)
Walter Burose
Adolf Busemann (en)
GN Constan
Werner Dahm (en)
Konrad Dannenberg (en)
Kurt H. Debus (en)
Gerd De Beek
Walter Dornberger (en)
Gerhard Drawe
Friedrich Duerr
Ernst R. G. Eckert (en)
Otto Eisenhardt
Krafft Arnold Ehricke (en)
Alfred Finzel
Edward Fischel
Karl Fleischer
Anton Flettner (en)
Anselm Franz (en)
Herbert Fuhrmann
Ernst Geissler (en)
Werner Gengelbach
Dieter Grau (en)
Hans Gruene
Herbert Guendel
Fritz Haber
Heinz Haber (en)
Karl Hager
Guenther Haukohl
Karl Heimburg (en)
Emil Hellebrand
Gerhard B. Heller (en)
Bruno Helm
Rudolf Hermann
Bruno Heusinger
Hans Heuter
Guenther Hintze
Sighard F. Hoerner (en)
Kurt Hohenemser (en)
Oscar Holderer (en)
Helmut Horn (en)
Hans Henning Hosenthien (de)
Dieter Huzel
Walter Jacobi (en)
Erich Kaschig
Ernst Klauss
Theodore Knacke
Siegfried Knemeyer (en)
Heinz-Hermann Koelle (en)
Gustav Kroll
Willi Kuberg
Werner Kuers (en)
Hermann Kurzweg
Hermann Lange
Hans Lindenberg
Hans Lindenmayer
Alexander Martin Lippisch (en)
Robert Lusser (en)
Hans Maus
Helmut Merk
Joseph Michel
Hans Milde
Heinz Millinger
Rudolf Minning
William Mrazek (en)
Hans Multhopp (en)
Erich Neubert
Hans von Ohain (en)
Robert Paetz
Hans Palaoro
Kurt Patt
Hans Paul
Fritz Pauli
Arnold Peter
Helmuth Pfaff
Theodor Poppel
Werner Rosinski
Heinrich Rothe
Ludwig Roth (en)
Arthur Rudolph (en)
Friedrich von Saurma (de)
Edgar Schaeffer
Martin Schilling
Helmut Schlitt
Albert Schuler
August Schulze
Walter Schwidetzky
Ernst Steinhoff (en)
Wolfgang Steurer
Heinrich Struck (en)
Ernst Stuhlinger (en)
Bernhard Tessmann (en)
Adolf Thiel (en)
Georg von Tiesenhausen (en)
Werner Tiller
JG Tschinkel
Arthur Urbanski
Fritz Vandersee
Richard Vogt (en)
Woldemar Voigt
Werner Voss
Theodor Vowe
Herbert A. Wagner (en)
Hermann Rudolf Wagner
Hermann Weidner
Georg Rickhey (en)
Walter Fritz Wiesemann
Philipp Wolfgang Zettler-Seidel.

## Yderligere læsning
- Jacobsen, Annie (2014). Operation Paperclip: The Secret Intelligence Program that Brought Nazi Scientists to America. New York: Little, Brown and Company. ISBN 978-0-316-22104-7. OCLC 827257574.
- Brian E. Crim. 2018. Our Germans: project paperclip and the national security state. Johns Hopkins University Press.
- Eric Lichtblau (2014). The Nazis Next Door: How America Became a Safe Haven for Hitler's Men. Arkiveret 22. august 2018 hos  Wayback Machine Mariner Books. ISBN 0-544-57788-4
- Simpson, Christopher (1988). Blowback: America's Recruitment of Nazis and Its Effects on the Cold War. New York: Weidenfeld & Nicolson. ISBN 978-1-55584-106-5
- Huzel, Dieter K. (1960). Peenemunde to Canaveral. Prentice Hall. ISBN 9783928787048.

## Eksterne links
- I den kolde krig brugte amerikanske spionagenturer 1.000 nazister . Eric Lichtblau for The New York Times . 26. oktober 2014.
- The Nazis Next Door: Eric Lichtblau om, hvordan CIA & FBI i al hemmelighed beskyttede nazistiske krigsforbrydere – videorapport fra Democracy Now! 31. oktober 2014

- Wikimedia Commons har flere filer relateret til Operation Paperclip